# Tellus (personaggio)
Tellus è un personaggio dei fumetti DC Comics ed un membro della Legione dei Super-Eroi che compare nel XXX secolo dell'Universo DC. Tellus fu co-creato dallo scrittore Paul Levitz e dall'artista Steve Lightle.

## Biografia del personaggio
Tellus, il cui vero nome è Ganglios, è un nativo del pianeta dall'atmosfera al metano Hykraios. Tutti gli Hykraiani respirano metano e non sopravvivono al di fuori dall'ambiente sotto questo gas se non hanno dei particolari apparati respiratori (nel caso di Tellus, un elmetto speciale). Come tutti i membri della sua razza, Tellus era sia telepatico che telecinetico, e fu l'abilità con questi poteri che gli garantì l'entrata nell'Accademia della Legione e, successivamente, nella stessa Legione. Si unì alla Legione al fianco di Polar Boy, Magnetic Kid, Sensor Girl e Quislet in Legion of Super-Heroes (vol. 3) n. 14.
Fu il secondo Legionario non-umanoide (Quislet, che si unì al gruppo nello stesso periodo, non aveva un corpo nel senso stretto del termine).
Tellus fece parte della Legione per molti anni e ricomparve in Legion of Super-Heroes vol. 4, dove si scoprì che si era unito al Dark Circle, un'organizzazione criminale che si trasformò in una setta quasi-religiosa.

### Post-Ora Zero
Tellus non comparve nel rinnovamento della Legione dopo gli eventi di Ora zero, come non comparve neanche nel rinnovamento della Legione del 2005.

### DopoCrisi infinita
Gli eventi della miniserie Crisi infinita ricostituirono una Legione analoga a quella della continuity pre-Crisi sulle Terre infinite, come visto nella storia The Lightning Saga comparsa in Justice League of America e in Justice Society of America, e nella storia Superman and the Legion of Super-Heroes in Action Comics. Tellus fu incluso in questi albi, ma venne considerato disperso.
Questa versione di Tellus comparve prima nell'autoconclusivo Adventure Comics Special Featuring the Guardian (2008) come prigioniero del Progetto Cadmus. Lo si vide brevemente in Final Crisis: Legion of Three Worlds n. 5 (settembre 2009), nelle versioni multiple della Legione che si scontrarono contro Superboy-Prime, il Time Trapper e la Legione dei Supercriminali. In Superman n. 690 (settembre 2009), lo si vide nel XXI secolo, chiedendo l'aiuto dell'ultima Lanterna Verde, Sodam Yat, per evitare il contatto con il suo compagno Daxamita Mon-El.
Come rivelato in Adventure Comics (vol. 2) n. 8, Tellus fa parte di una squadra segreta inviata dal defunto R. J. Brande nel XXI secolo per salvare il futuro nella storia Last Stand of New Krypton.